# Hillsboro (Texas)
|  | Dieser Artikel wurde aufgrund von inhaltlichen Mängeln auf der Qualitätssicherungsseite des Projektes USA eingetragen. Hilf mit, die Qualität dieses Artikels auf ein akzeptables Niveau zu bringen, und beteilige dich an der Diskussion! Eine nähere Beschreibung der zu behebenden Mängel fehlt. |

Hillsboro ist eine Stadt im Hill County im US-Bundesstaat Texas. Das U.S. Census Bureau hat bei der Volkszählung 2020 eine Einwohnerzahl von 8221 ermittelt.
Die Stadt ist der Verwaltungssitz (County Seat) des Countys und wurde 1891 gegründet. Sie liegt rund sechs Meilen östlich von Lake Whitney, einem nahe gelegenen Stausee.

## Söhne und Töchter der Stadt
- Charles Lafayette King (1895–1957), Schauspieler
- Madge Bellamy (1899–1990), Film- und Theaterschauspielerin
- John Vernon McGee (1904–1988), presbyterianischer Geistlicher und Radioprediger
- Roger Edens (1905–1970), Komponist, Filmkomponist und Filmproduzent
- Tommy Duncan (1911–1967), Country-Sänger
- A. D. Flowers (1917–2001), Filmtechniker und Fachmann für Spezialeffekte
- Anderson Hunter Dupree (1921–2019), Historiker
- Mary Ellen Rudin (1924–2013), Mathematikerin
- Bob Johnston (1932–2015), Rockmusik-Produzent
- Rafer Johnson (1934–2020), Leichtathlet und Olympiasieger im Zehnkampf
- Jerry Allison (1938–2022), Rock-’n’-Roll-Schlagzeuger